# Indirekt bevis
Ett indirekt bevis eller ett motsägelsebevis är ett sätt att bevisa ett påstående genom att visa att påståendets motsats leder till en självmotsägelse.
Om det påstående som ska härledas är {\displaystyle \ P}, antar man i ett indirekt bevis satsens negation, {\displaystyle \neg P}. Om detta antagande tillsammans med de givna förutsättningarna leder till en kontradiktion eller motsägelse, så kan man med den ovan nämnda slutledningsregeln dra slutsatsen att {\displaystyle \ P} är giltig.
Ett av de äldsta indirekta bevisen är härledningen av att  {\displaystyle {\sqrt {2}}} inte är ett rationellt tal. Negationen av den sats som ska bevisas är således att {\displaystyle {\sqrt {2}}} är ett rationellt tal och är därmed det antagande som skall läggas till premisserna. 
Vissa riktningar inom matematikfilosofin, till exempel intuitionismen, accepterar inte alla typer av indirekta bevis. 